# 1066 and All That
1066 and All That: A Memorable History of England, comprising all the parts you can remember, including 103 Good Things, 5 Bad Kings and 2 Genuine Dates (lit. "1066 y todo eso: Una memorable historia de Inglaterra, abarcando todas las partes que puedes recordar, incluyendo 103 cosas buenas, 5 reyes malos y 2 fechas auténticas") es un libro cómico sobre la historia de Inglaterra, aparecido por primera vez en "Punch" y publicado en forma de libro en 1930 por Methuen & Co. Ltd.

## Resumen
El libro es una parodia de los métodos de enseñanza en las escuelas conservadoras de la época, en particular de la "historia de nuestra isla". Se propone contener "toda la historia que puedas recordar", y cubrir en 52 capítulos el período de tiempo que va desde la Inglaterra de la época romana hasta la Segunda Guerra Mundial, pasando por la conquista normanda de 1066 "y todo eso". El libro concluye con el momento en el que Estados Unidos pasa a ser claramente la primera potencia mundial, entrando la historia en un "parón completo" (significativamente, el título de este último capítulo es Una mala cosa). Se basa en la premisa de que "la historia es lo que puedes recordar", y ofrece cantidad de ejemplos de información soslayada.
Aunque el subtítulo afirma que el libro contiene "103 cosas buenas, 5 malos reyes y 2 fechas auténticas", el prefacio anuncia que aunque inicialmente se planteó introducir cuatro fechas válidas, investigaciones de último momento "demostraron que dos de ellas eran imposibles de recordar". Las dos fechas documentadas en el libro son 1066, con la invasión normanda de Inglaterra (capítulo XI) y el año 55 a. C., cuando la primera invasión romana dirigida por Julio César (capítulo I). A pesar de alguna confusión con las fechas, el libro cataloga la invasión romana dentro de las "103 cosas buenas", dado que, según dice, "en aquel tiempo los bretones no eran más que indígenas".
El capítulo II se inicia con "la larga sucesión de olas de las que la historia está principalmente compuesta", la primera de las cuales, según cuenta, la formaron olas de ostrogodos, visigodos, simples godos, vándalos y hunos; seguidas por las "olas de santos" encabezada por Beda el Venerable (capítulo III), "olas de pretendientes" -generalmente divididas en otras olas más pequeñas de dos: un "pretendiente joven" (James Francis Edward Stuart) y "uno viejo" (Charles Edward Stuart)- más la "ola de barbudos" de la era Isabelina (capítulo XXXIII).
En la historia inglesa, los reyes son "buenos" o "malos". El primer "rey bueno" es el apenas conocido Rey Arturo/Rey Alfredo (capítulo V). Los "reyes malos" incluyen al Rey Juan de Inglaterra, quien en cuanto llegó al trono ya demostró cuánto se merecía este epíteto al "perder los papeles y arañar el suelo, echando espumarajos por la boca y pataleando" (capítulo XVIII). Otros reyes memorables son el Rey Dividido Henry IV (tratado en dos partes) y la reina Mary I "la maternal".
Los hechos memorables reseñados en este libro incluyen la disolución de los monasterios (capítulo XXXI) y la revelación industrial (capítulo XLIX). 
El libro contiene igualmente cinco "exámenes" dispuestos entre algunos capítulos conteniendo instrucciones absurdas (como las célebres "en ningún caso intente escribir en las dos caras del papel a la vez" de la Hoja de Examen V, o el "no intente contestar a más de una pregunta a la vez" de la Hoja de Examen I) y preguntas incontestables como "¿Cuánto tiempo mantuvieron los Lores Repelentes a Henry III en poder de Pedro I de Castilla? (no se permite el uso de transportadores)" (Hoja de Examen II).

## Musical cómico
En 1938 se estrenó una comedia musical titulada "1066 - Y todo eso: Un musical basado en la memorable historia de Sellas y Yeatman". El libreto y la letra corrían a cuenta de Reginald Arkell, la música fue compuesta por Alfred Reynolds.

## Obras similares
- "1066 y todo eso" inspiró al escritor inglés "1984 y todo eso", que prolongaba la descripción de la historia inglesa y mundial desde 1945 hasta 1984, con una prosa, ilustraciones, y "exámenes" similares a los de la obra original (p.ej: ¿Qué causó la crisis de Wall Street? Especule salvajemente.) El título también aludía a la célebre obra de George Orwell.
- Scoular Anderson ha escrito una versión cómica de la historia de Escocia en dos volúmenes: ""1384 y todo eso" y "1745 y todo eso". Aunque los títulos son una clara referencia a la obra de Sellar y Yeatman, el estilo de la redacción y las ilustraciones son completamente distintas.
- En 2005, el humorista Craig Brown publicó "1996 y todo eso", que copiaba el estilo del libro (incluyendo los famosos "exámenes" a final de capítulo) pero haciendo una revisión de todo el siglo.
- El libro "Todo empezó con Colón", del poeta Richard Armour, trata la historia de los Estados Unidos desde 1492 hasta la presidencia de Kennedy en un estilo que debe mucho a la obra de Sellar y Yeatman. (Fernando II de Aragón e Isabel I de Castilla se negaban a creer que el mundo era redondo, aún después de que Colón les hubiese enseñado un huevo"). Conocedor de su profunda deuda, Armour dedicó su obra a los dos ingleses.
- El libro de Dave Barry de 1989 "Dave Barry durmió aquí: Una especie de historia de los Estados Unidos" es otro enfoque de la historiografía cómica norteamericana en la línea de "1066 y todo eso", aunque no figure ningún reconocimiento a Sellar o Yeatman. ("El primer presidente elegido tras la guerra de 1812 fue el presidente Doctrina Monroe, quien ganó gran celebridad por la doctrina que le dio nombre").

## Obras con títulos inspirados en1066
El título fue adaptado por Raymond F. Streater y Arthur S. Wightman para sus libros de texto sobre la teoría axiomática del campo cuántico "PCT, Spin and Statistics, and All That". Fue un giro que influyó notablemente en los títulos de muchos otros libros, monografías y texto de física matemática. Hay también un texto introductorio sobre cálculo de vectores de H.M. Schey titulado "Div, grad, curl and all that".
El jugador de críquet -e ilustrador- Arthur Mailey logró 10 wickets y 66 carreras en un partido de primer curso en la liga inglesa en 1921. Su autobiografía, publicada en 1958, se llamó "10 para 66 y todo eso"